# Hans Georg Dehmelt
Hans Georg Dehmelt (* 9. September 1922 in Görlitz; † 7. März 2017 in Seattle) war ein deutsch-US-amerikanischer Physiker. 1989 erhielt er den  Nobelpreis für Physik.

## Leben
Hans Georg Dehmelt wurde am 9. September 1922 in Görlitz geboren und wuchs in Berlin auf. Nach dem Abitur 1940 am Gymnasium zum Grauen Kloster diente er in einer motorisierten Flugabwehreinheit. Nachdem er die Schlacht von Stalingrad überlebt hatte, wurde er von der Wehrmacht zum Physikstudium an der Universität Breslau beurlaubt. 1944 wurde Dehmelt an die Westfront abkommandiert und geriet während der Ardennenoffensive in amerikanische Kriegsgefangenschaft. 
Nach seiner Entlassung 1946 setzte er sein Studium an der Universität Göttingen fort, unter anderem bei Richard Becker, Hans Kopfermann, Werner Heisenberg, Max von Laue, Wolfgang Paul und Max Planck, bei dessen Beerdigung er als Sargträger ausgewählt wurde. Nach seiner Diplomarbeit 1948 über einen Thomson-Massen-Spektrographen wurde er 1949 mit einer Arbeit über Kernquadrupolfrequenzen in kristallinen Jodverbindungen promoviert. Er bekam eine Einladung an die Duke University und forschte dort zwei Jahre. Im Anschluss ging er 1952 an die University of Washington in Seattle, dort wurde er 1955 zum Assistenzprofessor, 1958 zum außerordentlichen und 1961 zum ordentlichen Professor ernannt. 1961 erhielt er auch die amerikanische Staatsbürgerschaft. Im Jahr 2002 wurde Dehmelt emeritiert. Er starb im März 2017 in Seattle.
Dehmelt war in erster Ehe mit Irmgard Lassow verheiratet und hat einen Sohn. Nach dem Tod seiner Frau war er in zweiter Ehe mit der Ärztin Diana Dundore verheiratet.

## Werk
Nachdem Dehmelt 1956 erstmals die Vorteile von Ionenfallen für die hochauflösende Spektroskopie beschrieben hatte, legte er in den folgenden Jahren die Grundlagen für ihren Bau. So gelang ihm 1959 der Einschluss eines Elektrons für zehn Sekunden in einer Magnetronfalle, der späteren Penning-Falle. 1973 gelang die dauerhafte Speicherung eines einzelnen Elektrons und die Erzeugung eines Einzelelektronoszillators, an der unter anderem auch David Wineland und Phil Ekstrom beteiligt waren. In den nächsten Jahren verbesserte er diese Technik so weit, dass es ihm bis 1987 gelang, den g-Faktor von Elektron und Positron sehr genau zu vermessen.
Dehmelt wurde 1989 gemeinsam mit Wolfgang Paul mit der Hälfte des Nobelpreises für Physik „für die Entwicklung der Ionenkäfigtechnik“ ausgezeichnet. Die andere Hälfte ging an Norman Foster Ramsey.

## Auszeichnungen und Ehrungen
- 1970: Davisson-Germer-Preis der American Physical Society
- 1977: Mitglied der American Academy of Arts and Sciences
- 1978: Mitglied der National Academy of Sciences
- 1985: Rumford-Preis (American Academy of Arts and Sciences)
- 1989: Nobelpreis für Physik
- 1995: National Medal of Science (National Science Foundation)

In seiner Geburtsstadt Görlitz wurde eine Straße nach Hans Georg Dehmelt benannt.